# Thám tử lừng danh Conan: Âm mưu trên biển
Thám tử lừng danh Conan: Âm mưu trên biển (名探偵コナン 水平線上の 陰謀 Meitantei Conan: Suiheisenjō no Sutoratejī) là bộ phim hoạt hình chính thứ 9 của bộ truyện tranh Thám tử lừng danh Conan được ra mắt tại Nhật Bản năm 2005, với thám tử chính là Kudo Shinichi. Nó cũng được chuyển thể thành truyện tranh. Tại Việt Nam phim được chiếu trên kênh HTV3 lần đầu vào ngày. 22 tháng 1 2017.

## Nội dung
Bộ phim hoạt hình thứ 9 của bộ truyện tranh Thám tử lừng danh Conan lấy bối cảnh trên một con tàu du ngoại sang trọng & đắt tiền. 15 năm trước, có một con tàu du ngoạn tên "Yashiromaru", được đóng bởi tập đoàn Yashiro, bị đắm khi đang thả buồm. Hiện tại, có một con tàu mới, chiếc "Saint Aphrodite", cũng được đóng bởi tập đoàn Yashiro. Conan, Sonoko & những người khác là khách mời trên con tàu ấy. Ngày thứ 2 trên con tàu, bà chủ của dòng họ Yoshiro được phát hiện bị giết trong căn phòng của bà ta. Ngay sau đó, chủ tịch của tập đoàn Yashiro cũng bị phát hiện mất tích. Ông ấy đã bị ném từ trên con tàu xuống biển. Có vẻ như thủ phạm của 2 vụ án là cùng 1 người. Tại bữa tiệc chào mừng, thám tử Kogoro đưa ra suy luận của mình, và kết luận rằng người thiết kế con tàu này, "Akiyoshi", chính là kẻ giết người.  Tuy nhiên, Conan lại có suy nghĩ khác. Kusaka, một nhà văn đang hợp tác làm việc với "Akiyoshi", mới chính là tên tội phạm. Kusaka bỗng đặt bom vào con tàu, trốn thoát xuống biển và nhóm thám tử nhí đã truy đưổi anh ta. Sau khi hạ thành công tên tội phạm, nhiều quả bom đã bắt đầu bén lửa. Tất cả hành khách đã được di tản. Chỉ có Ran ở lại để tìm kiếm chiếc vòng cổ mà nhóm thám tử nhí đã tặng cho cô. Bỗng con tàu lắc lư dữ dội, Ran bị bất tỉnh trong một căn hầm chứa. Trong khi đó, Conan & ông Kogoro tìm ra sự thật rằng thật ra chính "Akiyoshi" mới là kẻ giết người đích thực. Cô đã lợi dụng âm mưu giết người của "Kusaka" biến thành kế hoạch của mình để trả thù. Sự thật về vụ đắm tàu 15 năm về trước không phải là một tai nạn, mà là sự cố tình làm cho nó chìm để được hưởng bảo hiểm. Và người thuyền trưởng - cũng là cha cô, đã chết trong vụ chìm tàu năm ấy. Sau khi nhận tội, cô ta có ý định bỏ chạy nhưng ông Mori đã kịp thời bắt giữ lại. Khi ông Mori & Conan đang di tản, họ phát hiện ra rằng Ran đã mất tích. Conan nhờ linh cảm đã nhanh chóng tìm thấy cô và đưa cô lên tàu trước khi bom nổ. Một chiếc trực thăng bay tới cứu họ & chuyển họ lên một con tàu khác. Chuyến du ngoạn của họ đã bình yên trở lại.

## Phân vai
| Nhân vật            | Diễn viên lồng tiếng | Diễn viên lồng tiếng |
| ------------------- | -------------------- | -------------------- |
| Nhân vật            | Nhật Bản             | Việt Nam             |
| Edogawa Conan       | Takayama Minami      | Hoàng Khuyết         |
| Kudo Shinichi       | Yamaguchi Kappei     | Hoàng Khuyết         |
| Mouri Ran           | Yamazaki Wakana      | Thúy Hằng            |
| Mouri Kogoro        | Kamiya Akira         | Trần Vũ              |
| Suzuki Sonoko       | Matsui Naoko         | Ngọc Quyên           |
| Agasa Hiroshi       | Ogata Kenichi        | Chơn Nhơn            |
| Haibara Ai          | Hayashibara Megumi   | Ái Phương            |
| Yoshida Ayumi       | Iwai Yukiko          | Kim Ngọc             |
| Tsuburaya Mitsuhiko | Ōtani Ikue           | Chánh Tín            |
| Kojima Genta        | Takagi Wataru        | Thiện Trung          |
| Thanh tra Megure    | Chafurin             | Trí Luân             |
| Shiratori Ninzaburo | Inoue Kazuhiko       | Tuấn Anh             |
| Sato Miwako         | Yuya Atsuko          | Huyền Trang          |
| Takagi Wataru       | Takagi Wataru        | Quang Tuyên          |
| Isozaki Shigeru     | Okawa Toru           | Quang Tuyên          |
| Kusaka Hironari     | Yamadera Koichi      | Minh Vũ              |
| Akiyoshi Minako     | Sakakibara Yoshiko   | Linh Phương          |
| Kaido Wataru        | Nakata Koji          | Tất My Ly            |
| Tsujimoto Natsuho   | Nishimura Chinami    | Thanh Lộc            |
| Izawa Yosuke        | Okawa Toru           | Tấn Phong            |
| Yashiro Entaro      | Okabe Masaaki        | Hạnh Phúc            |
| Yashiro Takae       | Yoshino Otori        | Kiều Oanh            |

## Âm nhạc
Natsu wo Matsu SEIRU no Youni
- Biểu diễn: Zard
- Lời: Sakai Izumi
- Sáng tác: Ohno Aika
- Sắp xếp: Hayama Takeshi